# (17488) Mantl
(17488) Mantl (1991 TQ6) – planetoida z pasa głównego asteroid okrążająca Słońce w ciągu 4,53 lat w średniej odległości 2,73 j.a. Odkryta 2 października 1991 roku.